# Bestune X40
Bestune X40 — выпускавшийся в 2016—2019 годах субкомпактный кроссовер китайского производителя Bestune — суббренда компании FAW.

## Описание

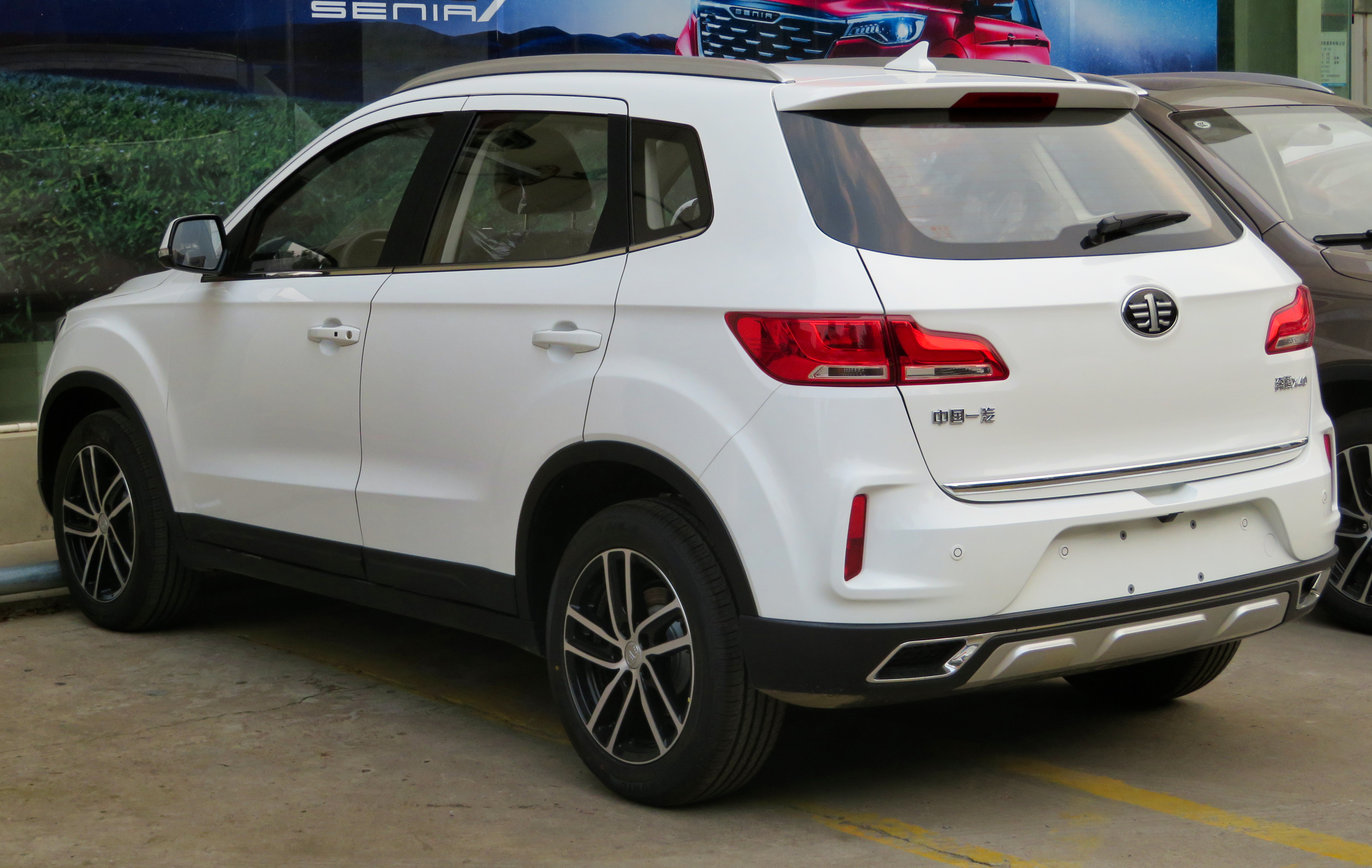
Вид сзади

X40 является пятиместным кроссовером, впервые представленным на автосалоне в Гуанчжоу в ноябре 2016 года. Автомобиль почти идентичен предыдущей модели Senia R7.
Bestune X40 оснащён 1,6-литровым четырёхцилиндровым двигателем мощностью 114 л. с. и крутящим моментом 155 Н⋅м, который сочетался в паре с пятиступенчатой механической или же шестиступенчатой автоматической трансмиссией. Компоновка переднеприводная.
Автомобиль оснащён передовой интеллектуальной соединительной системой D-life, которая настраивается в онлайн-приложениях.

## Bestune X40 EV400/ EV460

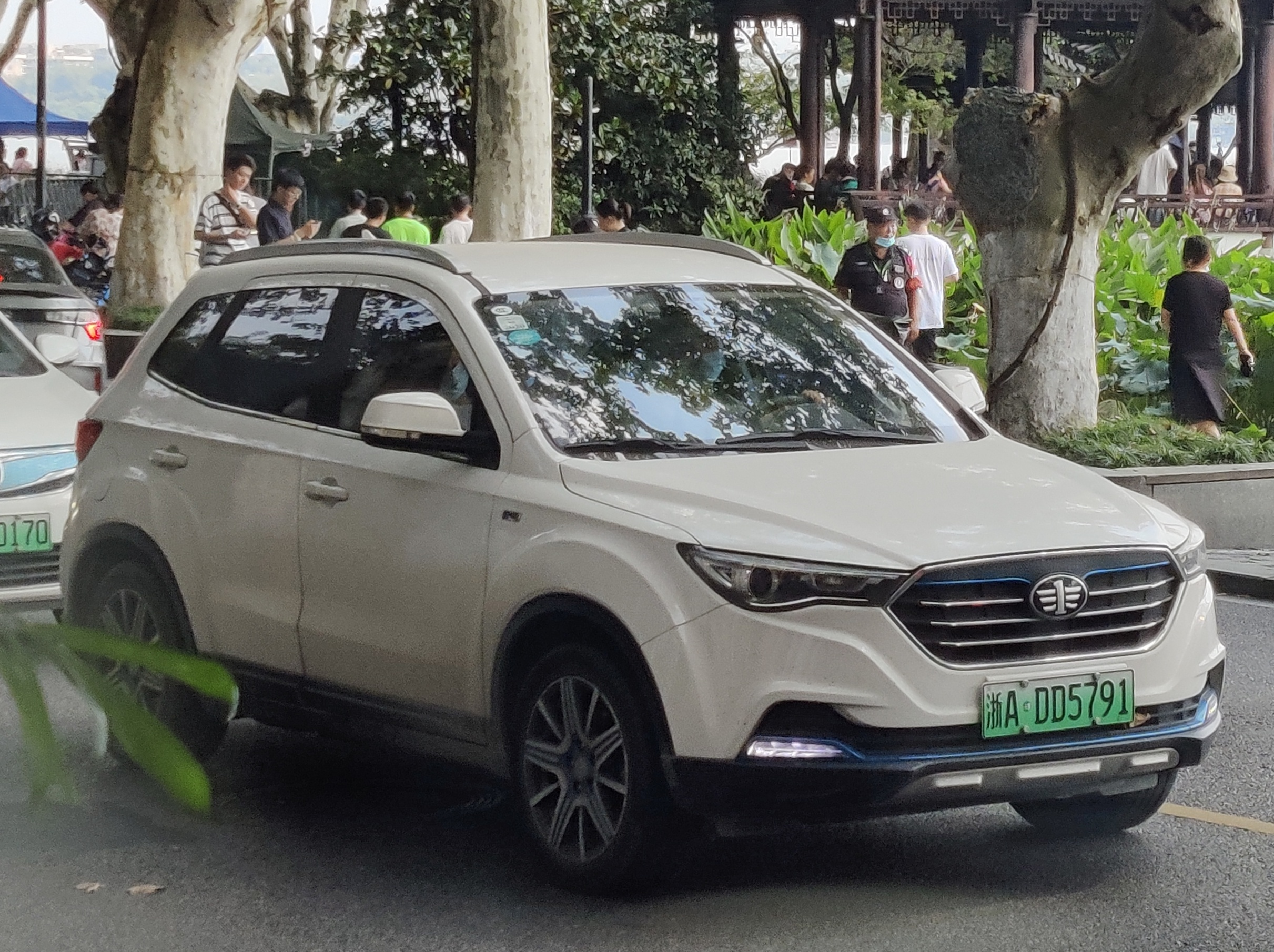
Besturn X40 EV

Bestune X40 EV400 и EV460 являются электромобилями на базе Bestune X40. EV400 впервые был представлен на автосалоне в Гуанчжоу 19 сентября 2018 года, а в ноябре был представлен EV460.